# Pacifikál

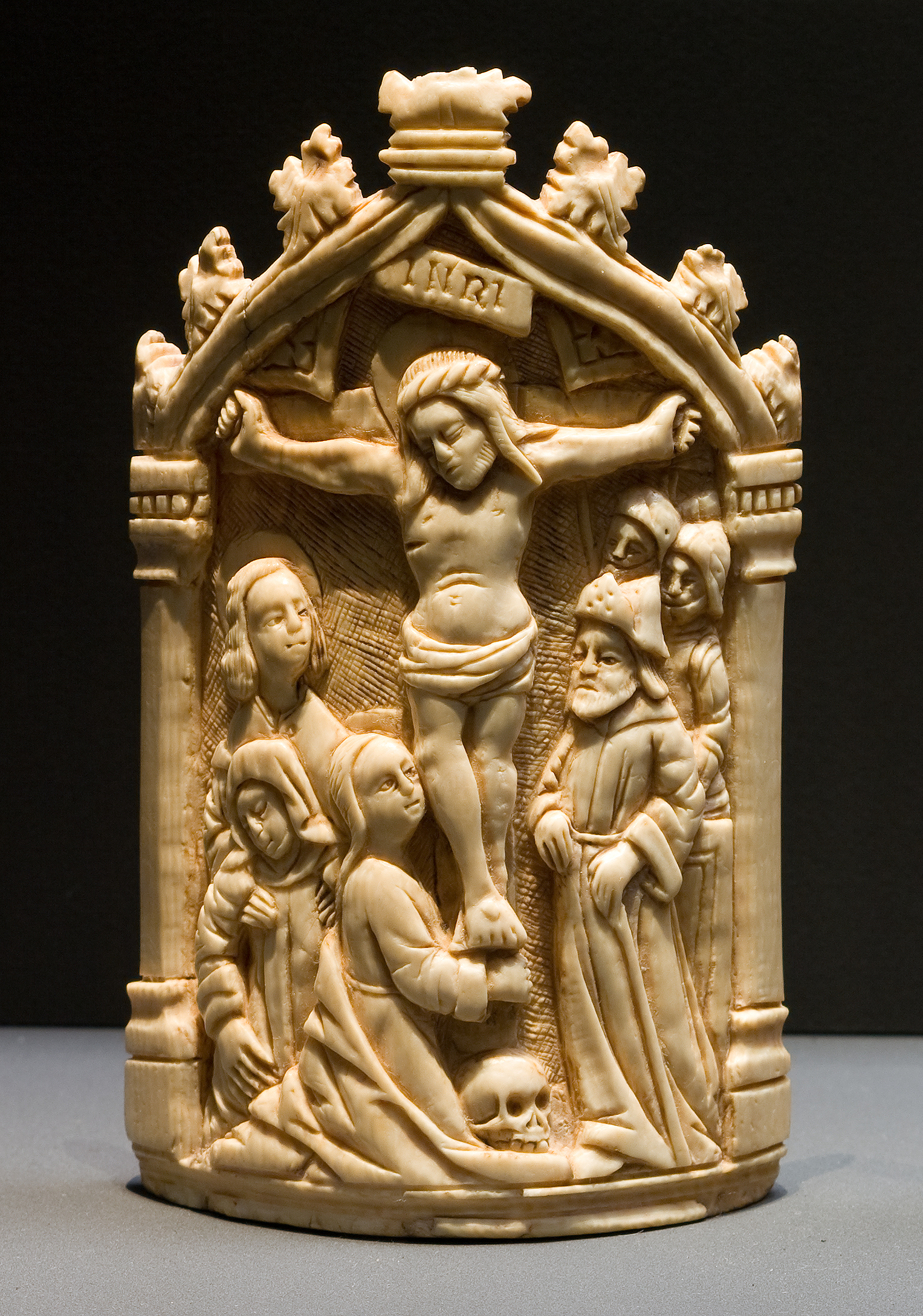
Pacifikál z počátku 16. století

Pacifikál je ozdobný kříž nebo zdobená destička (lat. Tabula Pacis nebo Lapis Pacis – odtud je odvozen název) s motivem kříže (někdy s ostatky světce), která byla až do liturgické reformy provedené po druhém vatikánském koncilu podávána věřícím při mši k políbení pokoje.